# ناتان (بازیکن فوتبال)
ناتان برناردو دسوزا یا به اختصار ناتان (انگلیسی: Natan؛ زادهٔ ۶ فوریهٔ ۲۰۰۱) بازیکن فوتبال اهل برزیل است که برای باشگاه رئال بتیس بازی می‌کند.